# Davorin Žunkovič
Davorin Žunkovič (tudi Schunkovitsch, Šunković, Žunković /Davorin, Martin/), slovenski častnik, pisatelj, publicist in  ljubiteljski jezikoslovec,  * 1. november 1858, Podlože pri Ptujski gori, † 18. september 1940, Ptuj.

## Življenjepis
Osnovno šolo je končal v rojstnem kraju, gimnazijo pa v Mariboru. Odločil se je za vojaški poklic; končal je kadetnico v Innsbrucku.
Kot častnik je služil na Moravskem, v Šleziji, Hercegovini in Črni gori. Po razpadu Avstro-Ogrske se je na poziv Maistra vrnil v Maribor, kjer je postal predavatelj in ravnatelj sedemrazredne vojaške realke. Ko se je izoblikovala Vojska Kraljevine Jugoslavije, je bil premeščen v Niš. Leta 1921 je bil na lastno željo upokojen (dosegel je čin podpolkovnika); vrnil se je v Maribor. V letih 1923−1931 je bil honorarni knjižničar Študijske knjižnice v Mariboru. Pod vplivom gimnazijskih učiteljev Josipa Šumana in Davorina Trstenjaka se je ljubiteljsko ukvarjal z jezikoslovjem, toponomastiko in slovansko arheologijo. V publicistični dejavnosti, članke je pisal v slovenščini, češčini in nemščini, je izhajal iz prepričanja o avtohtonosti Slovanov v srednji Evropi; njihove jezikovne sledi je dokazoval do zadnje ledene dobe. Pritegovala ga je domnevna zveza med Slovani in Etruščani, germanske rune je imel za slovanski črkopis. V leposlovje je zašel z nemškimi dramskimi besedili. Med drugim je napisal libreto za romantično baletno pantomimo o zlatorogu in trentarskem lovcu Zlatorog (Kroměřž, 1913). 
Žunkovič je najbolj znan kot utemeljitelj venetologije.

## Dela
- Krajevna imena gornjega Ptujskega polja, (1902)
- Kdaj so Slovani naselili srednjo Evropo? Prispevek k razjasnitvi zgodovinske in znanstvene napake (izvirnik: Wann wurde Mitteleuropa von den Slaven besiedelt? Beitrag zur Klärung eines Geschichts- und Gelehrtenirrtums. 1904)
- Die Slaven, en Urvolk Europas, (1911)
- ETYMOLOGISCHES ORTSNAMEN LEXIKON, (1915)
- Slovenska vojna zgodovina od Kristusovega rojstva do leta 1443, (1939)